# Esperimento di Asch
L'esperimento di Asch è stato un esperimento di psicologia sociale condotto nel 1951 dallo psicologo polacco Solomon Asch.
L'assunto di base del suo esperimento consisteva nel fatto che l'essere membro di un gruppo è una condizione graduale a modificare le azioni e, in una certa misura, anche i giudizi e le percezioni visive di una persona. L'esperimento si focalizzava sulla possibilità di influire sulle percezioni e sulle valutazioni di dati oggettivi, senza ricorrere a false informazioni sulla realtà o a distorsioni oggettive palesi. Il lavoro di Asch influenzò Stanley Milgram (che fu allievo di dottorato dello stesso Asch) e le sue successive ricerche.

## L'esperimento

Un esempio di scheda utilizzata nell'esperimento. La linea di sinistra è la linea di riferimento, le tre linee a destra sono le linee di confronto.

Il protocollo sperimentale prevedeva che 8 soggetti, di cui 7 collaboratori/complici dello sperimentatore all'insaputa dell'ottavo (soggetto sperimentale), si incontrassero in un laboratorio, per quello che veniva presentato come un normale esercizio di discriminazione visiva. Lo sperimentatore presentava loro delle schede con tre linee di diversa lunghezza in ordine decrescente mentre su un'altra scheda vi era disegnata un'altra linea, di lunghezza uguale alla prima linea della prima scheda. Chiedeva a quel punto ai soggetti, iniziando dai complici, quale fosse la linea corrispondente nelle due schede. Dopo un paio di ripetizioni "normali", alla terza serie di domande i complici iniziavano a rispondere in maniera concorde e palesemente errata.
Il vero soggetto sperimentale, che doveva rispondere per ultimo o penultimo, in un'ampia serie di casi iniziava regolarmente a rispondere anche lui in maniera scorretta, conformandosi alla risposta sbagliata data dalla maggioranza di persone che aveva risposto prima di lui. In sintesi, pur sapendo soggettivamente quale fosse la "vera" risposta giusta, il soggetto sperimentale decideva, consapevolmente e pur sulla base di un dato oggettivo, di assumere la posizione esplicitata dalla maggioranza. Solo una piccola percentuale si sottraeva alla pressione del gruppo, dichiarando ciò che vedeva realmente e non ciò che sentiva di "dover" dire.

## Risultati
Nell'esperimento originale di Asch, il 25% dei partecipanti non si conformò alla maggioranza, ma il 75% si conformò almeno una volta alla pressione del gruppo (ed il 5% dei soggetti si adeguò ad ogni singola ripetizione della prova).